# Marty Rabjohns
Marty Rabjohns (ur. 9 kwietnia 1978 w Goulburn) – australijski wioślarz, reprezentant Australii w wioślarskiej ósemce (sternik) podczas Letnich Igrzysk Olimpijskich w Pekinie.

## Osiągnięcia
- Mistrzostwa Świata – Eton 2006 – ósemka – 4. miejsce[1].
- Mistrzostwa Świata – Monachium 2007 – ósemka – 8. miejsce[1].
- Mistrzostwa Świata – Monachium 2007 – czwórka ze sternikiem – 4. miejsce[1].
- Igrzyska Olimpijskie – Pekin 2008 – ósemka – 6. miejsce[1].